# Milk和Chocolate
《Milk和Chocolate》（日语：ミルクとチョコレート）是ChocoLe的首張單曲，2011年12月28日由avex entertainment開始販售。

## 概要
是ChocoLe的出道作，分為CD+DVD盤及通常盤兩種形式。
《Milk和Chocolate》被東京電視台系電視動畫「SKET DANCE」選為片尾曲。PV部分，則收錄在CD+DVD盤的DVD中。
本作發售紀念的活動於2011年11月6日至12月18日在東京、名古屋、大阪舉行，名稱則有「Chocolate演唱會」與「Milk演唱會」兩種，其中「Milk演唱會」限定女性。內容主要為遊戲大會和握手會。
歌曲首次公開是在2011年11月27日於Zepp Tokyo由團體所屬事務所渡邊娛樂舉辦的演唱會「Watanabe Girls Live 〜睽違已久的全員集合!?〜」（Watanabe Girls Live 〜久しぶりに全員集合!?〜），在當中演唱了該曲。

### 主要紀錄
2012年1月9日的Oricon公信榜週間排名獲得第48位，初動銷量約0.1萬，並在2011年12月27日的排名進入第16位。而音樂節目COUNT DOWN TV於2012年1月7日播出的This Week's TOP 100則名列第40位。

## 收錄曲
1. Milk和Chocolate （3:30）
作詞：藤林聖子 作曲、編曲：酒井陽一
  - 電視動畫「SKET DANCE」片尾曲

快節奏的可愛歌曲，[13]描繪女生對於與男生交往的感覺與想法。[14]。
2. STAR☆WISH （4:41）
作詞、作曲：秋田兼幸 編曲：日比野裕史
3. Milk和Chocolate（instrumental）
4. STAR☆WISH（instrumental）

DVD
1. Milk和Chocolate Music Clip

## 備註
1. ↑  作為片尾曲的集數是第27集到第36集、第38集到第39集。
2. ↑  . ListenJapan. 2011-09-12  [2012-01-07]. （原始内容存档于2012-07-09）.
3. ↑  . CD日誌. 2011-09-12  [2012-01-07]. （原始内容存档于2013-12-15）.
4. ↑  . hotexpress. 2011-09-12  [2012-01-07]. （原始内容存档于2014-04-19）.
5. ↑  . BARKS. 2011-09-12  [2012-01-07]. （原始内容存档于2019-04-14）.
6. ↑  . Oricon. 2011-10-31  [2012-01-07]. （原始内容存档于2019-10-18）.
7. ↑  . ListenJapan. 2011-10-31  [2012-01-07]. （原始内容存档于2012-07-12）.
8. ↑  . hotexpress. 2011-12-13  [2012-01-07]. （原始内容存档于2015-02-14）.
9. ↑  . De☆view. 2011-10-31  [2012-01-07]. （原始内容存档于2019-10-18）.
10. ↑  . BARKS. 2011-10-31  [2012-01-07]. （原始内容存档于2016-03-05）.
11. ↑  . CD日誌. 2011-10-31  [2012-01-07]. （原始内容存档于2019-02-17）.
12. ↑  . De☆view. 2011-11-27  [2012-01-07]. （原始内容存档于2019-10-18）.
13. ↑  . ONLY STAR. 2011-12-18  [2012-01-07]. （原始内容存档于2012-07-12）.
14. ↑  . ListenJapan. 2011-12-28  [2012-01-07]. （原始内容存档于2013-05-01）.

## 外部連結
- avex entertainment的介紹網頁
  - CD+DVD盤
  - 通常盤